# میهمان ناخوانده (فیلم)
میهمان ناخوانده (اسپانیایی: El Habitante Incierto‎) یک فیلم دلهره‌آور اسپانیایی است که در سال ۲۰۰۵ منتشر شد. از بازیگران آن می‌توان به فرانسزگ گاریدو، آگوستی ویارونگا و مونیکا لوپس اشاره کرد.